# Col·laboració en massa
La col·laboració massiva és una forma d'acció col·lectiva que es produeix quan un gran nombre de persones treballen de manera independent en un únic projecte, sovint de naturalesa modular. Aquests projectes solen tenir lloc a Internet mitjançant programari social i eines de col·laboració suportades per ordinador, com ara les tecnologies wiki, que proporcionen un substrat hipertextual potencialment infinit dins del qual es pot situar la col·laboració. El programari de codi obert com ara Linux es va desenvolupar mitjançant la col·laboració massiva.

## Factors

### Modularitat
La modularitat permet que una gran quantitat d'experiments es desenvolupin en paral·lel, amb diferents equips treballant en els mateixos mòduls, cadascun proposant solucions diferents. La modularitat permet muntar fàcilment diferents "blocs", facilitant la innovació descentralitzada que en l'encaix de tots.

### Cooperació
La col·laboració de masses es diferencia de la cooperació en què els actes creatius que tenen lloc requereixen el desenvolupament conjunt de la col·laboració. Per contra, els membres del grup implicats en la cooperació no necessiten participar en una negociació conjunta d'entesa; poden simplement executar instruccions voluntàriament.
Una altra distinció important són les fronteres al voltant de les quals es pot definir una cooperació massiva. A causa de les característiques extremadament generals i la manca de necessitat de negociació i consens quan es col·laboren, Internet sencera, una ciutat i fins i tot l'economia global es poden considerar exemples de cooperació massiva. Així, la col·laboració massiva és més refinada i complexa en el seu procés i producció a nivell de compromís col·lectiu.
Mentre que els parers i interpretacions de l'autor són més aviat una negociació de tothom que llegeix i contribueix a la discussió, el fet que sols hi hagi un autor d'una entrada produïda redueix la complexitat col·laborativa del "discurs/interpretació" com a oposició als nivells "constructiu/negociador".

### Coautoria
Des de la perspectiva dels llocs de treball individuals dins d'una col·laboració massiva, l'activitat pot semblar idèntica a la de coautoria. De fet, ho és, amb l'excepció de les relacions implícites i explícites formades per la interdependència que molts llocs dins d'una col·laboració massiva comparteixen mitjançant hipertext i coautoria amb diferents conjunts de col·laboradors. Aquesta interdependència de llocs col·laboratius escrits conjuntament per un gran nombre de persones és el que dona a una col·laboració massiva una de les seves característiques més distintives: una col·laboració coherent que sorgeix de la col·lecció interrelacionada de les seves parts.

### Eines de col·laboració en línia
Moltes de les aplicacions web associades als taulers d'anuncis o fòrums poden incloure una gran varietat d'eines que permeten a les persones fer un seguiment dels llocs i del contingut que troben a Internet. Els usuaris poden marcar les adreces d'interès des del seu navegador editant el títol, afegint una descripció i, el més important, classificant mitjançant etiquetes. Altres eines no col·lectives també s'utilitzen en entorns col·laboratius massius com ara comentaris, valoració i avaluació ràpida.